# غاري بال
غاري بال (بالإنجليزية: Gary Ball)‏ هو متسلق الجبال نيوزلندي، ولد في 1953، وتوفي في 1993.